# 폴페타
폴페타(이탈리아어: polpetta, 복수: polpette 폴페테[*])는 이탈리아의 완자이다. 보통 고기완자인 "폴페타 디 카르네"를 일컫지만, 생선완자인 "폴페타 디 페셰"나 가지 등으로 만든 완자도 "폴페타"로 불린다.

## 사진

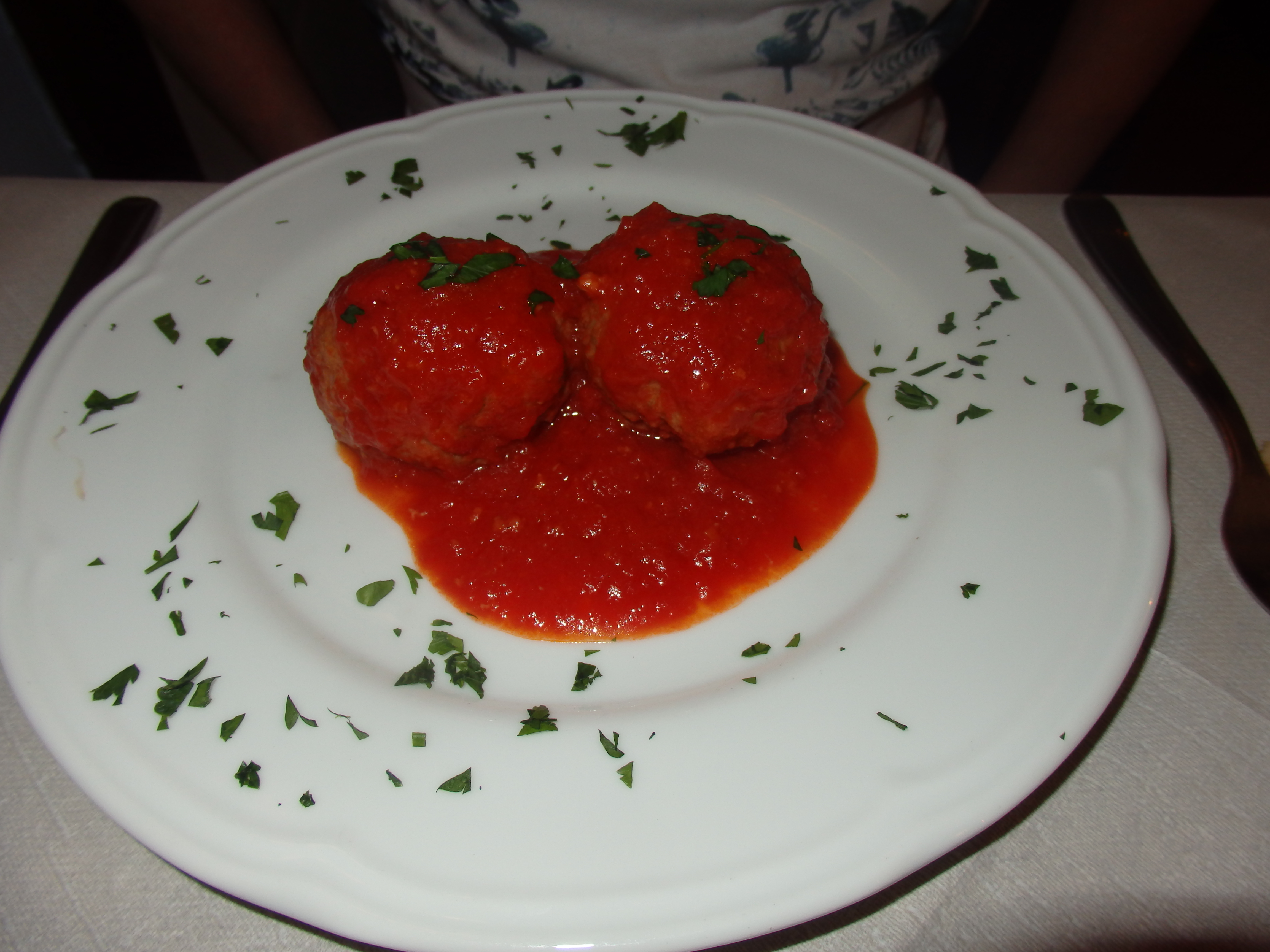
폴페타 알라 나폴레타나(나폴리 소스 미트볼)
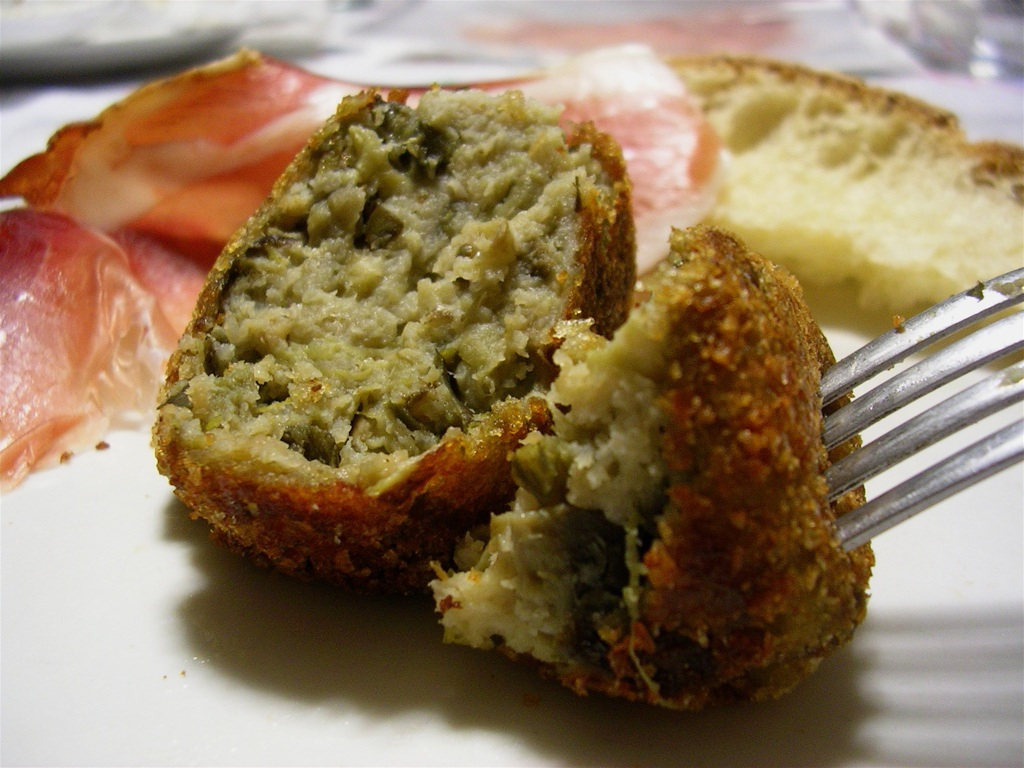
폴페타 디 멜란차네(가지 완자)
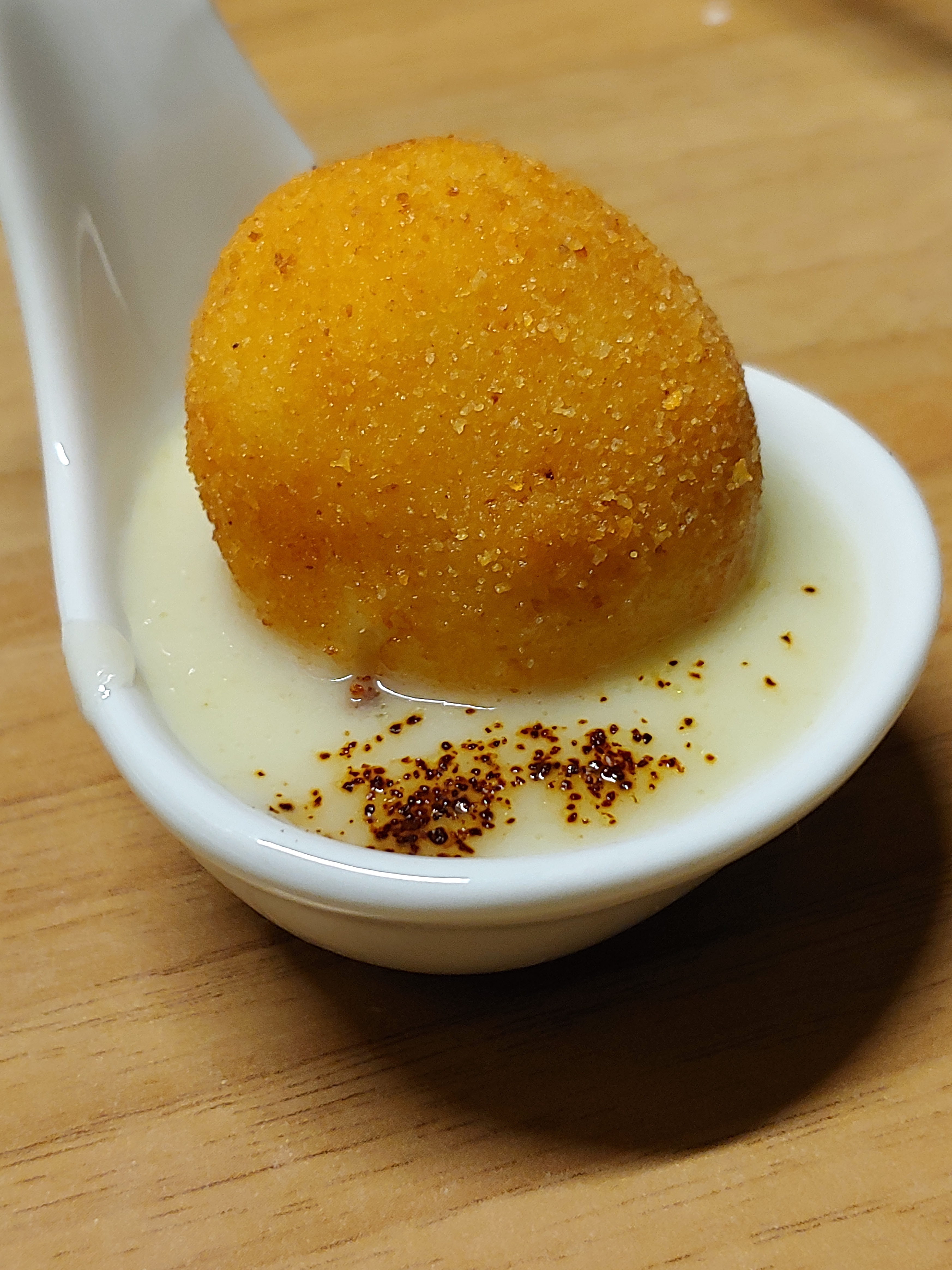
폴페타 디 바칼라(염대구 완자)
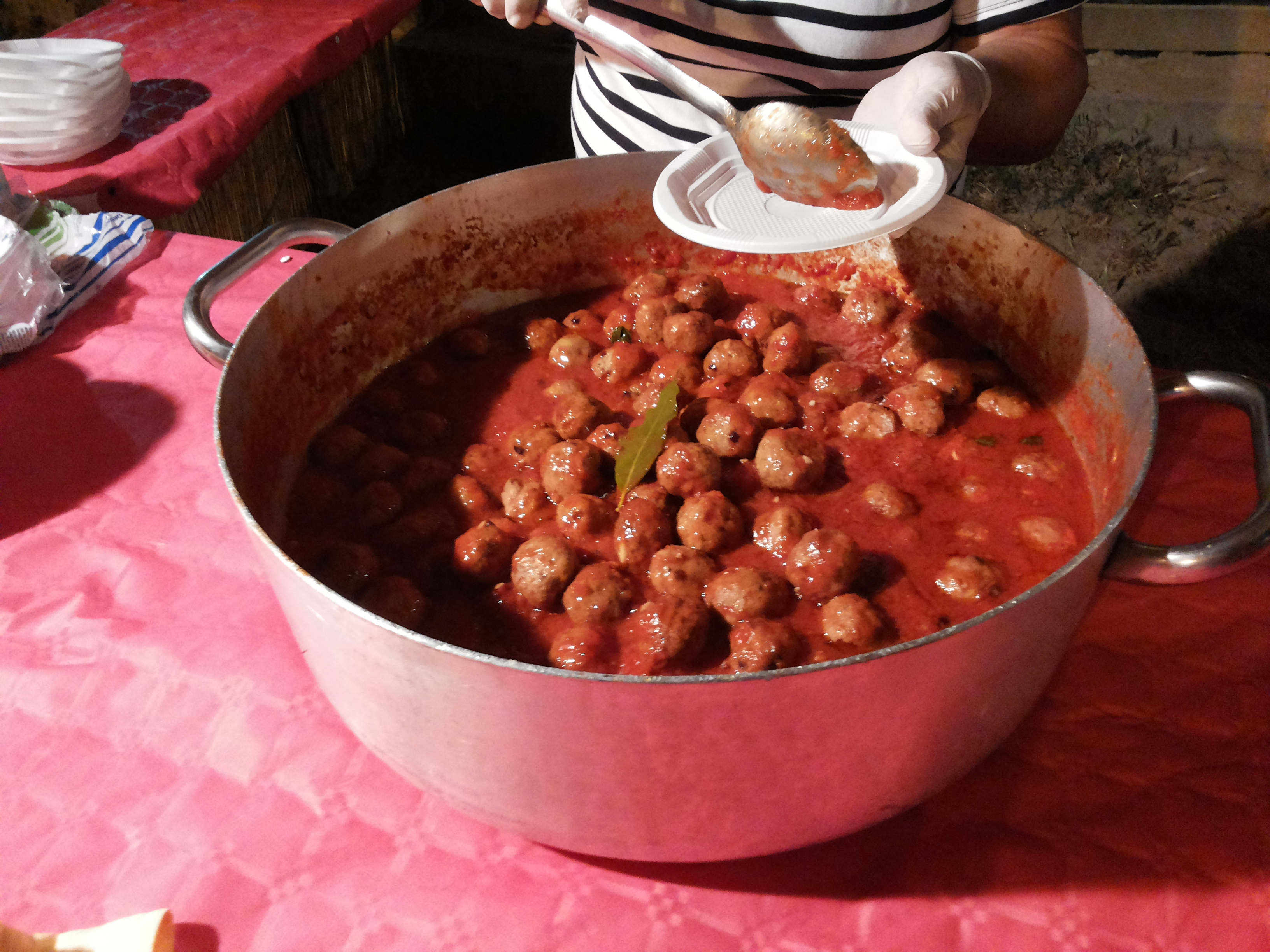
폴페타 디 페셰(생선 완자)
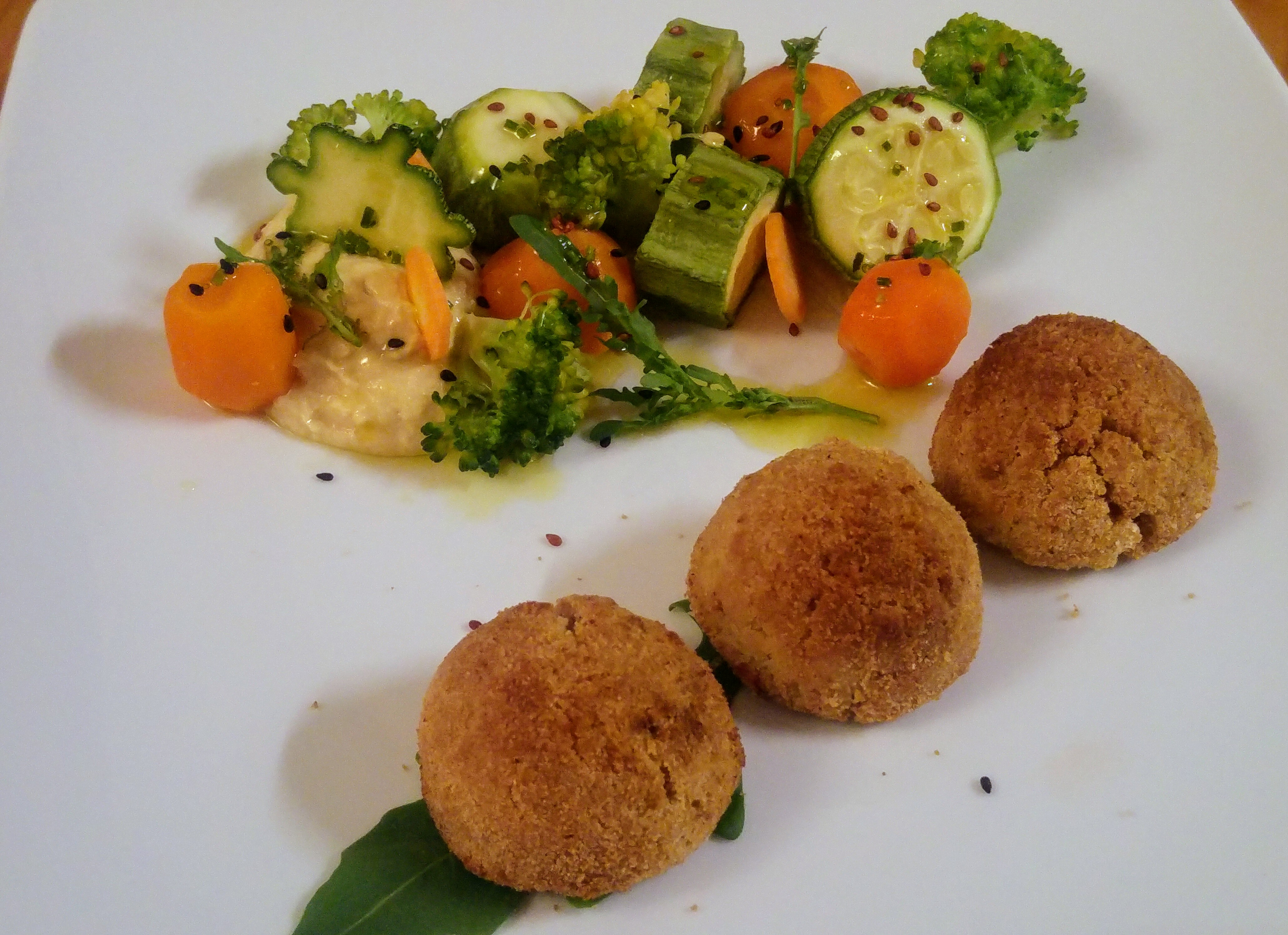
비건 폴페타

## 같이 보기
- 불레트